# Must Read After My Death
Must Read After My Death è un film documentario del 2009 scritto, prodotto e diretto da Morgan Dews. Racconta la storia di Allis e di suo marito Charley, ad Hartford, nel Connecticut, negli anni '60. 
La colonna sonora del film è stata composta dal musicista nominato agli Emmy Paul Damian Hogan.

## Trama
Quando una coppia di Hartford si rivolge alla psichiatria per cercare aiuto per il proprio matrimonio, le cose sfuggono rapidamente al controllo. Si susseguono consulenze di coppia, terapie individuali e di gruppo e sedute di 24 ore. I quattro figli risentono della situazione e vengono affidati a degli psichiatri di fiducia. Vengono prescritte pillole, istituzionalizzate persone e somministrate terapie d'urto. La storia è raccontata dalla famiglia stessa, attraverso una raccolta di registrazioni audio e filmati amatoriali, che illustrano un periodo molto difficile e singolare.  

## Produzione
Must Read After My Death è stato creato dopo che Dews ha trovato una serie di video e nastri appartenenti alla sua defunta nonna, Allis. Inoltre, il documentario non include interviste ai figli di Allis, ormai cresciuti, e si concentra solo sul suo video diario e le registrazioni audio. 

## Distribuzione
Il film è stato presentato in anteprima negli Stati Uniti nel 2008 al Los Angeles Film Festival. Gigantic Digital ha distribuito Must Read After My Death nel febbraio 2009. È stato il primo film a essere distribuito contemporaneamente nelle sale cinematografiche e online. Gigantic è riuscita a controllare la disponibilità del film online, bloccandola nei mercati in cui il film era in programmazione nelle sale. Must Read After My Death è rimasto nelle sale a New York per due settimane e a Los Angeles per una settimana. È stato il film che ha guadagnato di più al Laemmle Sunset 5 durante la sua permanenza in sala. 

## Accoglienza
Il film ha ricevuto il plauso della critica, ricevendo il 90% di recensioni positive sul sito Rotten Tomatoes . 

## Riconoscimenti
| Anno | Premio                                                                    | Categoria                                                                                                | Candidato/i | Risultato |
| ---- | ------------------------------------------------------------------------- | --- | --- | --------- |
| 2007 | Festival internazionale del film documentario di Amsterdam                | Premio Joris Ivens                                                                                       | Must Read After My Death \| style="text-align:center; background:#FDD; color: black; vertical-align:middle" class="table-no2"\|Candidato/a |           |
| 2008 | Festival internazionale di Marsiglia                                      | style="text-align:center; background:#99FF99; vertical-align:middle" class="table-yes2"\|Vincitore/trice | Must Read After My Death \| style="text-align:center; background:#FDD; color: black; vertical-align:middle" class="table-no2"\|Candidato/a |           |
| 2008 | Festival Internazionale del Cinema Documentario di Navarra Punto de Vista | style="text-align:center; background:#99FF99; vertical-align:middle" class="table-yes2"\|Vincitore/trice | Must Read After My Death \| style="text-align:center; background:#FDD; color: black; vertical-align:middle" class="table-no2"\|Candidato/a |           |
| 2008 | Festival Internazionale del Cinema di Doclisboa                           | style="text-align:center; background:#99FF99; vertical-align:middle" class="table-yes2"\|Vincitore/trice | Must Read After My Death \| style="text-align:center; background:#FDD; color: black; vertical-align:middle" class="table-no2"\|Candidato/a |           |
| 2008 | Festival dei Popoli Firenze                                               | style="text-align:center; background:#99FF99; vertical-align:middle" class="table-yes2"\|Vincitore/trice | Must Read After My Death \| style="text-align:center; background:#FDD; color: black; vertical-align:middle" class="table-no2"\|Candidato/a |           |
| 2008 | Premio Filmer à tout                                                      | style="text-align:center; background:#99FF99; vertical-align:middle" class="table-yes2"\|Vincitore/trice | Must Read After My Death \| style="text-align:center; background:#FDD; color: black; vertical-align:middle" class="table-no2"\|Candidato/a |           |
| 2010 | Festival televisivo internazionale di Shanghai                            | style="text-align:center; background:#99FF99; vertical-align:middle" class="table-yes2"\|Vincitore/trice | Must Read After My Death \| style="text-align:center; background:#FDD; color: black; vertical-align:middle" class="table-no2"\|Candidato/a |           |